# Gura Caliței, Vrancea
Gura Caliței este satul de reședință al comunei cu același nume din județul Vrancea, Muntenia, România.